# Manuela Groß
Manuela Groß (n. 29 ianuarie 1957, Berlin, RDG) este o patinatoare artistică ce a reprezentat Republica Democrată Germană, medaliată olimpică. A participat la 2 ediții ale Jocurilor Olimpice (1972, 1976) în care a câștigat două medalii de bronz.